# 디아스포라
디아스포라(영어: diaspora)는 특정 민족이 자의적이나 타의적으로 기존에 살던 땅을 떠나 다른 지역으로 이동하여 집단을 형성하는 것, 또는 그러한 집단을 일컫는 말이다. '흩뿌리거나 퍼트리는 것' 을 뜻하는 그리스어 단어 διασπορά에서 유래하였다. 유목과는 다르며, 난민 집단 형성과는 관련되어 있다. 난민들은 새로운 땅에 계속 정착했을 수도 있고 아닐 수도 있으나, 디아스포라란 낱말은 이와 달리 본토를 떠나 항구적으로 나라 밖에 자리잡은 집단에만 쓴다. 이외에도 노동자, 상인, 제국의 관료로서 이주한 사례도 디아스포라에 해당한다.
디아스포라 문화는 정착한 지역의 원주민 문화 뿐 아니라 이들이 유래한 원 지역의 문화와도 다른 방식으로 전개되는 경우가 많다. 디아스포라 집단에서 문화적 결속은 흔히 이들 집단이 언어 변화에 대해 집단적으로 저항한다거나 고유의 종교 의식을 계속 유지하는 등에서 그 흔적을 찾을 수 있다.

## 기원과 발전
디아스포라가 처음으로 언급되는 부분은 신명기 28:25의 추방에 대한 내용인 "그대가 이 땅의 모든 왕국에 흩어지고"이다. 히브리어 성경이 그리스어로 번역되면서, 기원전 587-586년 바빌로니아인들이 이스라엘에서, 기원후 70년 로마 제국이 유대 지방에서 유대인들을 쫓아내는 부분에서 디아스포라라는 낱말이 쓰여 이 말이 지금의 의미를 얻게 되었다. 그리하여 '디아스포라'는 이스라엘의 유대인 민족 집단이 해외로 흩어진 역사적 현상과 그들의 문화적 발전 혹은 그들 집단 그 자체를 의미하게 되었다.
아시리아인들이 피정복민에 대해 장래 이들이 자기네 몫의 땅을 요구하지 못하게끔 사민정책(徙民政策)을 펴면서 이 낱말은 용례가 확대되었다. 고대 그리스에서 디아스포라란 "뿌려진 것"을 뜻했으며, 해외 식민시로 이주한 중심 도시국가의 시민들을 일컫는 말로 쓰였다.
최초의 근대 디아스포라는 1876년의 그리스 디아스포라이다. 때로는 서로 다른 기원을 가지고 있거나 다른 민족이 섞인 피난민들도 디아스포라로 불리기도 하지만 '피난민'과 '디아스포라'는 동의어가 아니다.
영어에서 디아스포라란 낱말은 1950년대 중반부터 널리 쓰이게 되어, 상당수의 인구 집단이 다른 특정 국가나 지역으로 쫓겨나 오래 살게 되는 데에도 디아스포라라는 말을 쓰게 되었다.
그러나 '디아스포라' 가 가지는 의미의 범위에 대해서는 여러 의견이 있어왔다. 예를 들어, 윌리엄 사프란(William Safran)은 디아스포라와 이주 공동체를 구별하고자 했다. 그는 디아스포라를 구성원들이 특정한 조건을 공유하는, 고향을 떠난 소수 공동체로 정의했다. 사프란이 주장한, 구성원들이 공유하는 '특정한 조건' 은 첫째로 구성원들이나 구성원들의 조상이 원래 살던 본원지에서 두개 이상의 주변지역이나 외국으로 흩어지고, 둘째로 본원지에 대한 집합적인 기억과 신화를 보유하며, 셋째로 그들이 현재 살고 있는 곳에서 완전히 받아들여지지 않아 사회에서 소외되어 있다고 느끼고, 넷째로 그들의 본원지를 조건이 만족되면 되돌아 가야할 진정한 고향으로 여기며, 다섯째로 집단적으로 본원지의 안녕과 번영을 위해 본원지를 유지하거나 복구하는데 힘써야 한다고 믿으며, 여섯째로 그들의 본원지와 관계를 유지함으로써 민족적 공동체 의식과 단결을 명확히 하는 것이었다.
로빈 코헨(Robin Cohen)은 디아스포라를 피해자, 노동, 통상, 제국, 문화 디아스포라로 유형화하였다. 또한, 코헨은 사프란이 주장한 디아스포라의 여섯가지 조건을 수정, 확장하여 제시하였다.

## 디아스포라의 사례

### 유대인
기원전 722년에 이스라엘이 아시리아에 멸망한 뒤 기원전 587년 무렵에 유다 왕국도 신 바빌로니아에 멸망하여, 주민 일부가 신 바빌로니아의 바빌론에 강제로 잡혀갔다. 이 사건을 바빌론 유수라고 하며, 이 사건을 계기로 신 바빌로니아에 유대인 디아스포라 공동체가 형성되었다. 기원전 538년에는 아케메네스 왕조 페르시아 제국의 키루스 2세가 신 바빌로니아를 격파한 뒤 유대인에게 팔레스타인으로 이주하는 것을 허락하였다. 이에 따라 바빌론의 유대인 중 일부는 팔레스타인으로 이주하였고 일부는 바빌론에 남아 공동체를 유지하였다.
기원후 70년에 제1차 유대-로마 전쟁에서 로마군에게 패한 유대인들은 유대 지방에서 이베리아반도로 이주하여 팔레스타인 출신의 유대인 디아스포라가 형성되었다. 그 이후 이베리아반도에서 탄압을 받자 15세기 말 동유럽 등지로 이주하였다. 한편 20세기에 흔히 나치당으로 잘 알려진 민족사회주의 독일 노동자당이 독일에서 권력을 얻고 반유대정책을 펼치자 많은 유대인들이 이주를 택하였고 이에 따라 문화적, 종교적 유대인 디아스포라가 유럽에서 아메리카 등지로 확장되었다.

### 그리스인
그리스인이 세계의 다른 지역으로 이주한 사례는 고대부터 현대에 이르기까지 있어 왔다. 현대에도 미국 등지에 디아스포라의 중심지가 있다.

### 집시
인도 북부지역에서 기원한 민족인 집시(Gypsy)는 꾸준한 이주를 통해 11세기에 페르시아에, 14세기 초에는 유럽에 노예로서 공급되었다. 이들은 로마니어를 사용하며 고유 언어와 문화를 보존하였다. 이로써 이들은 대개 떠돌아 다니는 생활을 하면서도 공동체를 유지해 나갔다. 그러나 이들은 박해를 받는 경우가 많았으며, 여러 국가로부터 추방당하기도 하였다.

### 아일랜드인
19세기에 아일랜드인은 영국, 미국, 캐나다, 오스트레일리아, 뉴질랜드, 남아메리카 등지로 대규모 이주를 하였다. 이주의 규모는 당시 아일랜드 인구의 45%에서 85% 사이로 추산된다. 이주의 원인은 아일랜드 대기근이 자주 거론된다. 아일랜드 대기근 외에도 종교적 차별, 산업 약화, 강제퇴거 등을 디아스포라의 원인으로 지목하기도 한다.

### 아프리카인
노예 무역은 자주 노예들을 먼 곳까지 이동시켰다. 그 중에서도 16세기부터 본격화된 대서양 노예 무역은 중서부 아프리카 흑인 원주민을 대규모로 아메리카 대륙으로 이동시켰다. 아메리카 원주민들의 인구가 유럽인들의 전염병으로 심각하게 줄고, 유럽 세계에서 설탕과 담배등 상품작물의 수요가 늘자 흑인들의 강제 이주가 더 늘어났다. 18세기까지도 꾸준히 증가한 노예 무역으로 수많은 흑인들이 고향에서 벗어난 채 비참하게 살아야 했다. 아프리카의 산업도 노예무역으로 인해 일할 사람이 부족해져서 늦추어지기도 했다.
한편 미국의 일부 지역에서 노예제가 폐지되면서 노예제에 대한 의견 대립과 흑인과 백인 사이의 사회적 갈등이 문제로 떠올랐다. 이에 19세기 초에 미국 식민 협회의 후원으로 자유민 흑인과 해방 노예가 라이베리아로 이주하기 시작했다. 20세기 초에는 마커스 가비 등이 중심이 되어 아프리카 복귀 운동이 펼쳐졌다.

### 한국인
미국, 일본, 러시아, 중앙아시아, 중국, 캐나다 등지에 한국인 공동체가 있다. 재일조선인 2세대인 서경식 선생에 의하면, 일본에 사는 한국사람들을 재일 조선인, 재일교포라고 하는데, 여기서 조선인은 조선왕국의 사람이 아니라, 한민족을 뜻한다. 비슷한 예로 조선일보, 조선민주주의인민공화국, 북한의 맞춤법인 조선말 규범집, 미군정이 국가로 인정하지 않아 강제해산을 했지만, 몽양 여운형 선생이 친일파를 제외한 좌파와 우파를 통합한 정부인 조선인민공화국 등이 있겠으며, 소설가 채만식 작가도 《낙조》에서 남조선, 북조선이라는 말을 썼다.  
이들은 이전에는 주요섭 작가가 쓴 소설 《개밥》에 나오는 단성이 아빠처럼 해외취업을 하는 경우도 있었지만, 제2차 세계대전 당시 일본 노동자들이 부족해지자 일본 제국은 조선인들이 강제로 비행장 건설장, 군함도 탄광, 비행기 제조장 등에 걸쳐 일하게 하였다. 이를 강제징용 또는 강제 노동을 하게 하였다고 말한다. 소설가 하근찬 작가의 소설제목과 주인공 박만도가 강제징용 피해자인데, 그 아들 진수도 한국전쟁 피해자라는 내용처럼 재일 조선인들의 삶은 《수난이대》인 것이다. 문제는 일제 강점기에는 일본 제국 국적이었던 조선 사람들이 제2차 세계대전에 일본이 패망한 당시 국적을 상실하여 취업, 여행 등에 걸쳐 차별을 받고 있다는 점이다. 한마디로 노동력이 필요할 때에는 조선 사람들을 데려다가 강제로 일하게 하고는, 필요가 없어지니까 너희는 일본 사람이 아니라면서 차별을 하고 있는 것이고, 심지어는 조선 사람을 외국 사람이라고 해서 일본을 떠나라고 혐오를 하는 인종혐오와 거의 일본 사람과 다를 것이 없는데?라면서 한민족의 전통과 역사를 생각하지 못하는 말에 상처를 받는 일이 일어나고 있다. 이를 잘 말해주는 곳이 우토로 마을이다. 
심지어는 박정희 군부독재 때에는 간첩조작사건으로 고문과 옥고를 치르기도 했다. 실제 서경식 선생의 두 형인 서승, 서준식 선생은 간첩조작사건으로 고문과 옥고를 치렀으며, 서승이 간첩이라는 허위자백을 중앙정보부가 강요하자 서준식 선생은 분신항거를 하기도 했다. 이 사건을 계기로 서경식 선생과 서준식 선생은 민주화운동과 인권운동을 하고 있다.

### 교역 디아스포라
종교와 상업의 확산은 교역망을 발달시켜 대규모 영구 이주를 늘렸다. 7세기 이후 이슬람 상인들이 바닷길을 통해 북아프리카, 동남아시아 등지와 교역을 하면서 무역로의 주요 거점에는 이슬람 공동체가 생겨나 이들 거점을 중심으로 디아스포라가 생겨났다. 예를 들어 동남아시아의 믈라카의 경우 한때 인도 출신 이주민들이 사는 작은 마을에 불과했으나, 무역의 발전으로 13세기 무렵 거대한 이슬람 상인 공동체로 발전하였다. 아르메니아 상인들도 주요 거점을 중심으로 교역 연결망을 연결하면서 교역 디아스포라를 형성했다.

### 베트남 결혼이주여성의 지역적 분포와 이주동기
한국 결혼이민자 증가는 1980년대 말부터 영농후계자단체 등 사회단체등이 농어촌 남성과 조선족여성과 국제결혼을 추진하면서 비롯되었다. 그리고 2002년 이후 지방자치단체에서 결혼중매사업을 시작하면서 결혼이민자의 수는 매년 28% 이상 증가하였다.
2004년에 베트남이주여성은 2,461명으로 국제결혼 총 건수의 약 9.8%를 차지하였다. 2005년 4월의 한국에 외국인이주여성은 총 66,912명이며 베트남 이주여성은 7.0%를 차지하였다. 2005년 이후 베트남 결혼이주여성의 수가 다른 민족에 비해 가파르게 증가했다. 그리고 베트남 쪽에서는 대만에서 막힌 통로로 한국이 인식되었고, 하지만 베트남여성과의 국제 혼인 규제강화의 영향 때문에 베트남여성과 한국남성의 혼인이 8,282건에서 2009년 7,249건으로 28.8% 감소하였다. 2010년도에는 9,623명에 도달하여 베트남 결혼이주여성이 가장 많았고 2012년에는 7,036명에 이르며 국제결혼 총 건수에 약 34%를 차지하였다. 실제적으로 한국남성과 결혼 건수는 급격히 증가하고 있는데 그 결과 2013년 출입국 외국인정책 통계연보에 따르면, 베트남 결혼이주자는 총 39,854명으로 전체의 26.4%를 차지했다. 2014년의 체류외국인을 국적-지역별로 살펴보면 베트남인이 모두 129,973명이고 7.2%를 차지한데 결혼이민자를 국적-지역별로 보면 베트남인이 26.3% (39,725명)을 차지하다. 그리고 2015년의 체류외국인을 국적-지역별로 살펴보면 베트남인이 모두 136,758명이고 7.2%를 차지한데 결혼이민자를 국적-지역별로 보면 베트남인이 26.9% (39,725명)을 차지하였다. 한국 법무부의 자료에 따르면 2009년에 한국에서 거주한 베트남 결혼이민자 총 25,688명이 있는데 경기에 가장 많이 거주하는 베트남 결혼이주자의 수가 4,045명이고 15.7%를 차지고 있다. 그 다음에 경남에서는 총 2,978명이고 11.6%; 경북에서 총 2,762명이고 10.8%; 서울에서 2,092명이고 8.1%, 충남에서 2,075명이고 8.1%, 그리고 전남에서 2,032명이고 7.9% 등을 차지고 있다. 2010년에는 강원도 여성결혼이민자의 출신 국을 살펴보면 베트남이 24,6%로 가장 많고, 다음은 중국 조선족 22,3%, 중국 한족 20,2%, 필리핀 14,3%순이며, 이들외의 국가는 10%미만으로 극히 낮은 것으로 나타났다. 전국적으로는 중국 조선족 30,3%, 중국 한족 27,4%, 베트남 21,3%, 필리핀 7,2%의 순으로 나타나 전국에 비해 강원도에 베트남 결혼이주여성의 비중이 월등이 높다는 것을 알 수 있다. 법무부 출입국의 자료에 따르면 2003년 이후 최근 국제결혼을 통해 베트남인의 농촌 유입이 활발하게 진행되고 있는데 베트남인 다문화가족의 밀집거주지는 수도권 집중 성향을 보인 중국인 밀집거주지와는 다르게 대경권과 동남권에 절반에 가까운 49.3%가 형성되어 있다. 특히, 경상도의 농촌지역에 거주하는 내국인 남성들과 혼인하는 외국인 여성의 상담수가 베트남인이라는 점에서 밀집거주지는 동지역보다 읍부나 면부와 같은 농촌에 주로 분포하고 있다.

### 그 외
19세기 무렵에는 제국주의와 세계화에 의한 디아스포라가 늘었다. 제국주의 정책은 국가 영향력을 멀리 떨어진 대륙으로까지 확장시켰으며 이에 따라 식민지 출신의 노동자들이 다수 유입되었다.
한편 계약 노동자들의 대거 이동은 새로운 디아스포라를 생성해냈다. 예를 들어 19세기 당시 중국인 계약 노동자들은 오스트레일리아와 남아프리카 공화국, 아메리카 대륙 등지로 이동하여 광부로 일했다. 이들은 종종 거주 지역에서 민족적 성격을 띄는 공동체를 이루어 디아스포라를 형성했다.

## 디아스포라의 영향
한 국가가 경제적으로 낙후되었거나 경제적 위기를 맞이하였을 때, 자국 출신의 디아스포라에 경제적 지원을 받기도 한다. 예를 들어, 이스라엘과 인도는 경제적 위기를 맞았을 때 디아스포라 채권을 발행하여 도움을 받았다. 2011년에는 재정 위기를 맞은 그리스 정부도 디아스포라 채권을 발행하겠다고 발표하였다.

## 같이 보기
- 난민
- 그리스 디아스포라
- 한국인 디아스포라

## 참고 문헌
- Kantor, Mattis, The Jewish time line encyclopedia: a year-by-year history from Creation to the Present, (New updated edition), Jason Aronson, Northvale NJ, 1992
- Barclay, John M. G., (ed.), Negotiating Diaspora: Jewish Strategies in the Roman Empire, Continuum International Publishing Group, 2004
- Galil, Gershon, & Weinfeld, Moshe, Studies in Historical Geography and Biblical Historiography: Presented to Zekharyah Ḳalai, BRILL, 2000
- Tetlow, Elisabeth Meier, Women, Crime, and Punishment in Ancient Law and Society, Continuum International Publishing Group, 2005
- Cohen, Robin, Global Diasporas: An Introduction, University of Washington Press Seattle, 1997
- Shain, Yossi, Kinship and Diasporas in International Politics, Michigan University Press, 2007
- 캔디스 고처·린다 월튼 지음, 《세계사 특강》, 삼천리, 황보영조 옮김, 2010년, ISBN 978-89-961250-5-1
- 전국역사모임, 《살아있는 세계사교과서 1》, 휴머니스트, 2005년, ISBN 89-5862-070-6
- Kennedy, Robert E. ' 'The Irish: Emigration, Marriage, and Fertility.' ' Berkeley: University of California Press
- Sudesh Mishra, "Diaspora criticism", Edinburgh University Press